# Jevgenij Losev
 Denne artikel bør gennemlæses af en person med fagkendskab for at sikre den faglige korrekthed.

Jevgenij Losev (russisk: Евгений Сергеевич Лосев tr. Jevgenij Sergejevitj Losev ; født 3. februar 1979) er en russisk fodboldmålmand. Anfører for FC Tekstilshchik Ivanovo. I 2002 spillede i Premier League for FC Sjinnik Jaroslavl.